# Sin relato (ensayo)
Sin relato. Atrofia de la capacidad narrativa y crisis de la subjetividad es un ensayo de Lola López Mondéjar publicado por Editorial Anagrama el 9 de octubre de 2024 tras obtener el Premio Anagrama de Ensayo en su 52.ª edición.

## Argumento
La tesis del libro es que el individuo posmoderno ha perdido su capacidad para elaborar un relato sobre el que construir su identidad, como consecuencia del exceso de estímulos propio del capitalismo de la atención, la dependencia sumisa a los dispositivos tecnológicos y la permanente distracción que estos nos provocan. Aun considerando este problema una realidad ya existente, la intensa digitalización de la vida en el siglo XXI habría sido causa fundamental de que se haya acentuado, y estaría provocando un déficit del pensamiento crítico y de la imaginación. López Mondéjar considera que la incapacidad de expresar nuestra experiencia nos uniformiza y «nos convierte en analfabetos afectivos, en ciudadanos acríticos e individualistas». Se trata por tanto de una visión pesimista del impacto de la tecnología digital tanto en el plano individual –porque se ve afectada la salud mental– como en el plano colectivo, porque aboca al final de los ideales de la Ilustración como el progreso, la educación, la igualdad, los derechos humanos, la libertad o una organización racional del estado.
La argumentación de la obra se basa en la experiencia como psicóloga clínica de la autora, que constata la incapacidad de muchos sujetos para dar sentido a su experiencia, para generar un hilo conductor de su vida, y ello es objeto de análisis teórico a través de un amplio corpus conceptual tomado de psicoanalistas e investigaciones realizadas desde la Sociología, la Antropología o la Filosofía contemporáneas. Entre los autores y autoras en que se apoya López Mondéjar están Günther Anders, Walter Benjamin, Franco Berardi, David Chalmers, René Girard, Paul Ricoeur, Éric Sadin, Christian Salmon, Richard Sennett, Anna Lowenhaupt Tsing, Shoshana Zuboff, etcétera. 
La autora hace una mirada crítica pero no tecnófoba que se enfoca en los riesgos del uso adictivo de la tecnología digital. Y ante estos defiende que debemos crear espacios y tiempos de resistencia al móvil, a las redes sociales y al individualismo, que nos ayuden a conversar y reflexionar con calma, a generar y recuperar relaciones interpersonales en las que se produzca el contacto y el diálogo, con la necesaria fricción.  Una fricción que es creativa y fecunda porque al confrontarnos a los otros nos ayuda a configurar nuestra propia subjetividad.   
La autora ha mencionado especialmente entre esos espacios los clubes de lectura.

## Contenido
La estructura de capítulos es: 
- El yo narrativo
- Experiencia y pobreza, el ocaso del narrador
- Paul Ricoeur y la identidad narrativa
- Richard Sennett, la fragmentación
- Arrasando con la complejidad psíquica de lo humano
- En el origen, René Girard y el deseo mimético
- La estultofilia, o la pasión por la ignorancia
- ¿La especie fabuladora?
- Encuesta
- El mundo digital
- Evitar el contacto, perseguir la no-fricción
- Invulnerables e invertebrados
- El psicoanálisis como narrativa
- Y, por el contrario, la literatura se llena de crónicas del dolor
- Y la medicina de terapias narrativas
- Sin relatos globales
- Volvamos a René Girard y al Quijote
- Los hombres y mujeres huecos
- ¿Quiénes son los sujetos vertebrados capaces de oponerse a la presión grupal?
- Las sectas y el mundo digital
- ¿Qué sostiene a los vertebrados?
- ¿Menos humanos?
- La ruptura de lo común: el olvido de lo humano universal
- Ética de los límites y de la sensibilidad: poner en el centro la vulnerabilidad de lo humano
- ¿Desnivel u orgullo prometeico?

## Recepción
La obra ha tenido un eco muy amplio entre los lectores y los medios de comunicación, con valoraciones muy positivas. Ha sido presentada en bibliotecas, librerías, festivales literarios y centros culturales de toda España, y entre octubre de 2024 y marzo de 2025 se han publicado tres ediciones.
Entre los reconocimientos objetivos se encuentran:
- Premio Anagrama de Ensayo 2024[4]

- Premio Importantes de La Opinión 2024[5]
- Premios Alfonso Décimo en la Región de Murcia[6] en la categoría de Literatura.